# Europees kampioenschap handbal mannen 1998
Het 3de Europees kampioenschap handbal mannen vond plaats van 29 mei tot 7 juni 1998 in Italië. Twaalf landenteams namen deel aan de strijd om de Europese titel. Titelverdediger Rusland kwam niet verder dan de vierde plaats in de eindrangschikking.

## Voorronde

### Groep A
| Land        | Wed | W | G | V | DV  | DT  | DS  | Ptn |
| ----------- | --- | - | - | - | --- | --- | --- | --- |
| Zweden      | 5   | 4 | 0 | 1 | 130 | 111 | +19 | 8   |
| Duitsland   | 5   | 4 | 0 | 1 | 125 | 102 | +23 | 8   |
| Joegoslavië | 5   | 3 | 0 | 2 | 125 | 121 | +4  | 6   |
| Frankrijk   | 5   | 1 | 1 | 3 | 110 | 125 | –15 | 3   |
| Litouwen    | 5   | 1 | 1 | 3 | 100 | 115 | –15 | 3   |
| Italië      | 5   | 1 | 0 | 4 | 106 | 122 | –16 | 2   |

| Frankrijk   | 20 – 20 | Litouwen    |
| Joegoslavië | 26 – 19 | Italië      |
| Duitsland   | 20 – 21 | Zweden      |
| Litouwen    | 22 – 30 | Joegoslavië |
| Zweden      | 25 – 22 | Frankrijk   |
| Italië      | 18 – 26 | Duitsland   |
| Frankrijk   | 23 – 22 | Italië      |
| Joegoslavië | 22 – 29 | Duitsland   |
| Litouwen    | 21 – 27 | Zweden      |
| Joegoslavië | 19 – 29 | Zweden      |
| Duitsland   | 30 – 23 | Frankrijk   |
| Italië      | 18 – 19 | Litouwen    |
| Zweden      | 28 – 29 | Italië      |
| Duitsland   | 20 – 18 | Litouwen    |
| Frankrijk   | 22 – 28 | Joegoslavië |

### Groep B
| Land      | Wed | W | G | V | DV  | DT  | DS  | Ptn |
| --------- | --- | - | - | - | --- | --- | --- | --- |
| Spanje    | 5   | 4 | 1 | 0 | 135 | 103 | +32 | 9   |
| Rusland   | 5   | 3 | 1 | 1 | 127 | 110 | +17 | 7   |
| Hongarije | 5   | 3 | 0 | 2 | 121 | 122 | –1  | 6   |
| Kroatië   | 5   | 2 | 1 | 2 | 117 | 120 | –3  | 5   |
| Tsjechië  | 5   | 1 | 0 | 4 | 130 | 132 | –2  | 2   |
| Macedonië | 5   | 0 | 1 | 4 | 104 | 147 | –43 | 1   |

| Kroatië   | 18 – 18 | Spanje    |
| Hongarije | 29 – 20 | Macedonië |
| Rusland   | 22 – 21 | Tsjechië  |
| Spanje    | 27 – 17 | Hongarije |
| Tsjechië  | 24 – 30 | Kroatië   |
| Macedonië | 26 – 26 | Rusland   |
| Kroatië   | 28 – 21 | Macedonië |
| Hongarije | 20 – 23 | Rusland   |
| Spanje    | 35 – 22 | Tsjechië  |
| Hongarije | 27 – 25 | Tsjechië  |
| Rusland   | 29 – 14 | Kroatië   |
| Macedonië | 19 – 26 | Spanje    |
| Tsjechië  | 38 – 18 | Macedonië |
| Rusland   | 27 – 29 | Spanje    |
| Kroatië   | 27 – 28 | Hongarije |

## Halve finales
| Zweden | 27 – 24 | Rusland   |
| Spanje | 29 – 22 | Duitsland |

## 11de/12de plaats
| Italië | 27 – 26 | Macedonië |

## 9de/10de plaats
| Litouwen | 38 – 36 | Tsjechië |

## 7de/8ste plaats
| Frankrijk | 30 – 28 | Kroatië |

## 5de/6de plaats
| Joegoslavië | 32 – 24 | Hongarije |

## Bronzen finale
| Duitsland | 30 – 28 | Rusland |

## Finale
| Spanje | 23 – 25 | Zweden |

## Eindrangschikking
| Goud   | Zweden      |
| Zilver | Spanje      |
| Brons  | Duitsland   |
| 4      | Rusland     |
| 5      | Joegoslavië |
| 6      | Hongarije   |
| 7      | Frankrijk   |
| 8      | Kroatië     |
| 9      | Litouwen    |
| 10     | Tsjechië    |
| 11     | Italië      |
| 12     | Macedonië   |

| 1998 Europees kampioen mannen · Zweden · 2e titel Selectie: Jan Stankiewicz, Peter Gentzel, Magnus Wislander, Tomas Sivertsson, Ola Lindgren, Martin Frandesjö, Johan Pettersson, Stefan Lövgren, Staffan Olsson, Magnus Andersson, Andreas Larsson en Ljubomir Vranjes. · Bondscoach: Bengt Johansson. |